# لایبلفینگ
لایبلفینگ (به آلمانی: Leiblfing) یک شهر در آلمان است که در بایرن واقع شده‌است.

## خصوصیات
لایبلفینگ ۷۸٫۳۸ کیلومترمربع مساحت دارد ۳۶۶ متر بالاتر از سطح دریا واقع شده‌است.